# Sysyphus
Sysyphus és una cançó en quatre parts del grup de rock progressiu britànic Pink Floyd que va aparèixer en l'àlbum Ummagumma de 1969. Aquesta contribució en solitari de Rick Wright és una simfonia curta de rock progressiu en la qual el teclista explora i exposa facetes ben diferents del seu art. La història mitològica de Sísif és qui li dona el tema. Era la primera cançó de la cara A del disc on es va publicar.

## La mitologia
Sísif fill del deessa Eoli i del rei de Creta, un dia va veure Zeus robant Egina, filla del seu amic el déu del riu Asopos, i es posa el deure d'explicar-ho. Zeus empipat envia la Mort per ocupar-se del xerraire. Però Sísif encadena la mort i durant un emps ningú mort. Hermes intervé i obté la rendició se Sísif, que va a l'Hades, però com que la mort està lliure retorna a la terra. Promet ocupar-se de refer tots els mals, però no ho fa i al final serà condemnat dins de l'infern a pujar una pedra rodona per un pendent d'una muntanya i quan arriba a dal aquesta cau a l'altre costat i l'ha de tornar a pujar.

## De la llegenda al tema musical
Aquesta llegenda va donar a Wright l'ocasió de compondre un poema musical instrumental en diferents parts, amb climes diferents. El tema antic l'obliga a un inici ampul·lós amb sons de sintetitzador, de ritme lent i solemne, sembla l'escena del circ de Ben Hur. El tema d'aquesta introducció serveix també per al final: Sísif mort per segon cop, aquest tema pot evocar aquestes dues morts i Wright il·lustra d'aquesta manera el pas entre el temps.
Un piano comença molt melòdic i de to swing, que sembla de mica en mica perdre els pedals, sembla evocar la primera arribada de Sísif als inferns. El tàrtar que ens exposa tot seguit Wright no té res de bonic: sons sincopats, crits, ambient opressiu, aquesta seqüència als colors de free-jazz fa pensar una mica a la "Pink Jungle" de la continuació de The Journey. És amb aquesta atmosfera de fàbrica que Sísif torna a l'Hades i obté el permís de tornar a la terra.
Contrast total: clima zen, llargs moments de sintetitzador, mugits de vaques que s'imaginenn grosses i serenes, llum de vespre d'estiu... la vida a la terra es deu Sísif.
Però no dura gaire, els déus amb un bell acord discordant, recorden a Sísif que ha de tornar a l'infern i que haurà de fer rodar una pedra durant tota l'eternitat. El tema s'hauria pogut dir Like a Rolling Stone, però ja estava pres. El tema d'inici retorna i tanca la peça.

## Un poema simfònic de rock
Wright volia que la composició ocupés tota la cara d'un disc de 33 revolucions, havia de ser un tema experimental un any i mig després que Syd Barrett hagués deixat el grup. Es troben deixos que més tard es veuran a Atom Heart Mother i es nota l'absència de la guitarra, que cada vegada serà més clau en les composicions del grup. Aquesta absència és una constant en les composicions dels discos en solitari de Wright.
Però al mateix temps que Sysyphus es presenta com un camp d'experimentació musical, aquesta peá s'inscriu en línia directa a les composicions del segle xix com Mússorgski, Smetana, Dvořák o Mendelssohn (a qui Pink Floy va prendre el títol d'una composició Fingal's Cave en el qual els poemes musicals es presenten com a veritables pintures musicals. També s'hi troba Berlioz i la seva Simfonia Fantàstica que com Sysyphus esxplica una història. Aquest tema mostra la dependència de la música clàssica descriptiva.

## En escena
"Sysyphus", la història d'aquest ésser mitològic no va tenir gaire èxit en directe; es té constància de 4 interpretacions de la peça en directe, totes entre el novembre de 1969 i el febrer de 1970.